# Міку (село)
Міку (ест. Miku), також Мікумяе, Міккумяе — село в Естонії, входить до складу волості Меремяе, повіту Вирумаа.